# دالة معممة
في الرياضيات، دالة معممة (بالإنجليزية: Generalized function)‏ هي كائن رياضي يعمم مفهوم الدالة. هناك أكثر من نظرية معترف بها تتحدث حول هذه المسألة.

## توزيعات شفارتز
عمل في هذا المجال لوران شفارتز.